# Теано (Казерта)
Теано (итал. Teano) је насеље у Италији у округу Казерта, региону Кампанија.
Према процени из 2011. у насељу је живело 5154 становника. Насеље се налази на надморској висини од 208 м.

## Географија
| Клима (Теано)            | Клима (Теано) | Клима (Теано) | Клима (Теано) | Клима (Теано) | Клима (Теано) | Клима (Теано) | Клима (Теано) | Клима (Теано) | Клима (Теано) | Клима (Теано) | Клима (Теано) | Клима (Теано) | Клима (Теано) |
| Показатељ \ Месец        | .Јан.         | .Феб.         | .Мар.         | .Апр.         | .Мај.         | .Јун.         | .Јул.         | .Авг.         | .Сеп.         | .Окт.         | .Нов.         | .Дец.         | .Год.         |
| ------------------------ | ------------- | ------------- | ------------- | ------------- | ------------- | ------------- | ------------- | ------------- | ------------- | ------------- | ------------- | ------------- | ------------- |
| Средњи максимум, °C (°F) | 10,5 (50,9)   | 11,3 (52,3)   | 13,9 (57)     | 17,3 (63,1)   | 21,7 (71,1)   | 26,3 (79,3)   | 29,2 (84,6)   | 28,8 (83,8)   | 25,6 (78,1)   | 20,7 (69,3)   | 15,4 (59,7)   | 12,5 (54,5)   | 29,2 (84,6)   |
| Средњи минимум, °C (°F)  | 4,3 (39,7)    | 4,7 (40,5)    | 6,5 (43,7)    | 9,4 (48,9)    | 12,7 (54,9)   | 16,6 (61,9)   | 18,8 (65,8)   | 18,7 (65,7)   | 16,5 (61,7)   | 12,8 (55)     | 9,0 (48,2)    | 6,5 (43,7)    | 4,3 (39,7)    |
| [ тражи се извор ]       |               |               |               |               |               |               |               |               |               |               |               |               |               |

## Становништво
| 1931.  | 1936.  | 1951.  | 1961.  | 1971.  | 1981.  | 1991.  | 2001.  | 2011.  |
| ------ | ------ | ------ | ------ | ------ | ------ | ------ | ------ | ------ |
| 12.780 | 13.684 | 15.323 | 15.683 | 14.381 | 14.210 | 13.218 | 13.042 | 12.587 |